# Erateina aroma
Erateina aroma är en fjärilsart som beskrevs av Druce 1892. Erateina aroma ingår i släktet Erateina och familjen mätare. Inga underarter finns listade i Catalogue of Life.